# Thomas Georg Driendl
Thomas Georg Driendl (Munique, Alemanha, 2 de abril de 1849 - Niterói, Rio de Janeiro, fevereiro de 1916) foi um pintor, decorador, restaurador , arquiteto e professor alemão que viveu no Brasil.
Passou a maior parte de sua vida no Brasil, onde constituiu família e produziu a maior parte de seu acervo artístico. Suas obras, trabalhos, imagens e retratos eram em sua grande maioria de gênero e assuntos religiosos.
Thomas Driendl foi educado pelos jesuítas de Lanterach, no estado de Baviera, localizado no sudeste da Alemanha, para seguir a carreira comercial. Mas, a sua vocação para a pintura era evidente, a pinacoteca de Munique era a sua maior atração, onde passava horas copiando quadros e desenhos, até tornar-se um membro da Academia.
Ganhava destaque como retratista, pela sua facilidade em reproduzir e feição espiritual dos seus modelos. A arquitetura era também seu ponto forte, realizando a maior parte de deus trabalhos nesta área, como alguns prédios do Rio que foram construídos sob sua direção. Seguindo a mesma base, a escultura também não lhe era estranha, tendo trabalhado por algum tempo em uma faculdade de Medicina como modelador de cera de peças anatômicas.
Foi integrante do Grupo Grimm, grupo com sete jovens artistas que se encontravam regularmente para pintar nas praias e arredores da cidade de Niterói, no Estado do Rio de Janeiro, sob orientação do artista alemão Georg Grimm (1846 - 1887). O conjunto era formado pelos pintores Antônio Parreiras (1860 - 1937), Garcia y Vasquez (1859 - 1912), França Júnior (1838 - 1890), Francisco Ribeiro (1855 - 1900), Castagneto (1851 - 1900) e Caron (1862 - 1892), além Thomas Georg Driendl, com posição de destaque no grupo e que por vezes substituía o mestre Georg Grimm.
Os relatos indicam que Thomas Driendl era um artista simpático, mantendo sempre bom relacionamento com outros artistas, dos quais não poupava elogios, quando eles os mereciam. Além dos integrantes do Grupo Grimm, o pintor alemão mantinha um bom convívio com artistas como Belmiro de Almeida, Henrique Bernardelli, Eliseu Visconti, João Batista da Costa, Latour e Raul Paderneiras, cujas características tipicamente nacionais agradavam Driendl.

## Biografia
Thomas Georg Driendl era filho do litógrafo Thomas Driendl (1805- 1859), natural da cidade de Pfronten, nos Alpes do Allgau, e de Maria Anna Driendl. Participou como combate da guerra Franco-Prussiana em 1870, quando conheceu o pintor Johann Georg Grimm, de quem se tornou amigo. Tendo ingressado na Anikenklase der Bildenden Künste, Academia de Belas Artes de sua cidade natal, Munique, em maio de 1873, onde supõe-se que tenha sido discípulo dos mais importantes mestres da época.
Driendl chegou ao Brasil em junho de 1881 onde passou a residir, pelo paquete francês Équateur.  Em outubro do mesmo ano viajou para Santos, em São Paulo, a fim de cumprir atividades de representação profissional, mantendo uma representação permanente do Instituto de Pintura Religiosa de Munique, do escultor Franz Xavier Riezler, de que era procurador Geral para a América do Sul.
De volta ao Rio de Janeiro, fixou residência na Rua do Senador Cassiano, 39, em Santa Teresa, onde também residiam neste período Johann Georg Grimm e outro pintor bávaro, Miguel Allgaier. A partir de 1882 viajou com freqüência a São Paulo, onde manteve representação de suas atividades como arquiteto, pintor e decorador, na Rua Direita, número 1, em um sobrado. Ainda esse ano apresentou publicamente pela primeira vez seus trabalhos, participando da exposição da Sociedade Propagadora das Belas Artes, realizada no Imperial Liceu de Artes e Ofícios do Rio de Janeiro. Nesta oportunidade, alcançou imenso sucesso com Cena de Famílias nas Montanhas da Baviera, tela produzida em 1878, em sua terra natal.
Desde então firmou reputação de artista notável, executando a decoração do salão de honra do Liceu Literário Português, em companhia de Grimm, tendo o prédio sido posteriormente destruído por um incêndio. Em 1883, realizou três pinturas sobre vidro, com motivos sacros, para a Igreja de São Francisco de Paula, no Rio de Janeiro.
Em 1884 participou da Exposição Geral, organizada pela Academia Imperial das Belas Artes, no Rio de Janeiro, apresentando, além do quadro que já expusera dois anos antes, Cena de Famílias nas Montanhas da Baviera, o retrato do conselheiro Ferreira Vianna, sendo premiado com a primeira medalha de ouro.
Ainda neste ano, inconformados com os rumos supostamente acadêmicos da Academia, Driendl e Grimm mudam-se para Niterói, e fixa residência na Rua da Boa Viagem, 11. Os dois foram seguidos por seus discípulos Giovanni Battista Felice Castagneto, Antônio Diogo da Silva Parreiras, Hipólito Boaventura Caron, Domingos Garcia y Vasquez, Francisco Joaquim Gomes Ribeiro e Joaquim José da França Júnior. A iniciativa deu origem, mais tarde, ao chamado Grupo Grimm, formado por artistas que buscavam o ar livre, com o objetivo de exercer em liberdade a pintura de tipo impressionista. Eventualmente, substituía Grimm nas aulas que, em caráter particular, o mestre alemão ministrava aos antigos alunos da Academia Imperial.
Em 1888 é contratado pela Câmara Municipal de Niterói, para executar os retratos dos principais líderes abolicionistas. Entretanto, tal trabalho não chegou a ser realizado em virtude da carência de recursos obtidos através da subscrição publica. Em outubro do mesmo ano, requereu e obteve sua naturalização como cidadão brasileiro.
No ano seguinte foi novamente contratado pela cidade de Niterói, desta vez para realizar cenário, pano de boca e as principais decorações internas do prédio do Teatro Santa Teresa, atual Teatro Municipal de Niterói. Realizou ainda, por encomenda, o desenho de uma medalha comemorativa da libertação dos escravos.
Em 1890 participou da Exposição Geral da Escola Nacional de Belas Artes, no Rio de Janeiro, transferiu residência para a Rua da Boa Viagem, 33, e realizou neste mesmo ano os trabalhos de decoração para o altar da igreja da Imaculada Conceição de Maria, em Botafogo.
Nos primeiros anos do início do século XX, dedicou-se quase com exclusividade aos trabalhos de arquitetura, realizando a reforma do asilo Santa Leopoldina, em Niterói, em 1904, e executando, três anos mais tarde, o projeto das estações de embarque dos transportes da Baia de Guanabara, no Rio de Janeiro, Niterói, entre outros. Desenvolveu ainda projetos para particulares, como os antigos Palacetes Martinelli e Custódio de Mello.
Thomas Driendl faleceu em fevereiro de 1916, na sua residência de Niterói, aos sessenta e sete anos de idade. Ainda hoje existem descendentes do pintor no Rio de Janeiro e Niterói. Sua filha Cecília Driendl também executou trabalhos de pintura, ainda que nunca tenha conseguido alcançar a habilitação e os méritos do pai.

## Obras
Thomas Driendl mostra Cenas de família nas montanhas da Baviera (1878) na Exposição da Sociedade Propagadora das Belas Artes de 1882 e no Liceu de Artes e Ofícios do Rio de Janeiro, e na Exposição Geral de 1884, na Academia Imperial das Belas Artes (Aiba), onde recebe medalha de ouro. Trata-se de uma tela escura em que representa, ao centro, uma mesa ligeiramente iluminada acima da qual está pendurado um crucifixo. Em volta da mesa, uma família em oração. A obra foi vendida na galeria Ferreira de Araújo, por 1.8000$000, e hoje pertence à galeria da viúva do conde Pinto.
Entretanto, não é por esse tipo de pintura que Driendl é conhecido hoje e sim pela parceria com Grimm. Amigo de Georg Grimm, ele realiza projetos em conjunto com ele e por vezes o substitui como professor dos outros integrantes do Grupo Grimm, seguindo a orientação anti acadêmica de pintura de paisagem ao ar livre. Segundo o pintor e historiador Quirino Campofiorito (1902-1993), Driendl é responsável, junto com o amigo e os colegas, por dar importância à marinha na arte brasileira.
Ainda de acordo com Campofiorito, o pintor sabe disciplinar a cor em contornos secos e potentes, mostrando que conhece a técnica e tem sensibilidade, como se nota em Vista da Baía do Rio de Janeiro (1888).
Ele também realiza obras religiosas e decorações. Suas telas religiosas posteriores têm indícios de simbolismo nas aparições etéreas e cores fugidias, em tons claros. Em A Virgem Santíssima abençoando a família do conselheiro Ferreira Vianna (1908), o véu translúcido, a paisagem pintada sobre um pano estendido atrás do trono e o dossel que parece suspenso, dão à cena um aspecto fantástico.
No Rio, Thomas Driendl em pintura deixou os seguintes trabalhos:
- Restauração do teto da Ordem Terceira de São Francisco da Penitência;
- Restauração da antiga Capela Imperial;
- Dois retratos do falecido conselheiro Ferreira Vianna, um no consistório da Igreja da Candelária e outro corpo inteiro, na Ordem Terceira de São Francisco da Penitência;
- Uma Nossa Senhora, que pertenceu ao conselheiro Ferreira Vianna;
- Outro retrato do Dr. Ferreira Vianna, que pertence ao Dr. Pires Brandão;
- Retrato do Dr. Joaquim Murtinho, corpo inteiro, que pertence a família desse falecido estadista;
- Retrato da senhora D. Isabel, condessa d’Eu, que pertencia ao conselheiro José Bento de Araújo;
- Retrato do Sr. Conselheiro Rodrigues Alves, no Palácio do governo da cidade de Fortaleza;
- Retrato do falecido Comendador Laranja;
- Retrato de uma filha do Conde de Pinho;
- Retrato do Sr. Dr. Nilo Peçanha no edifício do Tesouro e retrato do Sr. Conselheiro Dr. José Carlos Rodrigues.

Além destes, deixou mais os seguintes quadros do gênero: 
- “O ourives” que fazia parte da coleção do falecido Visconde de Antunes Braga; “Depois da Procissão”, pertencente ao Sr. Gomes Brandão;
- “Caçador infeliz”, que foi adquirido quando exposto pelo falecido Sr. Augusto Weguelin.
- “Depois da Procissão”, pertencente ao Sr. Gomes Brandão;

## Galeria

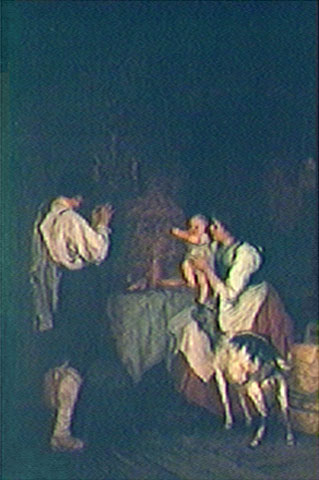
Mesa mal iluminada no meio, com um crucifixo acima dela e uma família ao redor da mesa em oração. Coleção particular.
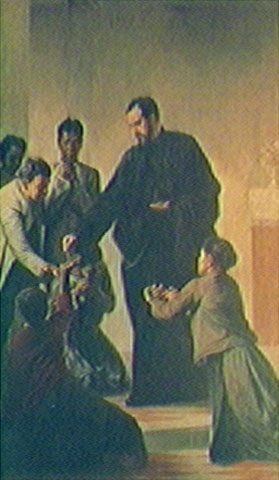
Cena Religiosa , dia e mês desconhecidos. Óleo sobre tela. Enciclopédia Itaú Cultural de Artes Visuais.
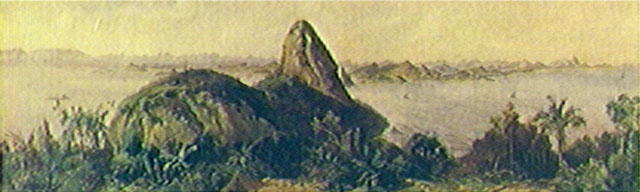
Coleção Particular. Reprodução Fotográfica José Francheschi. Enciclopédia Itaú Cultural de Artes Visuais.
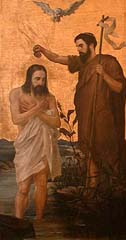
Óleo sobre tela. Bolsa de Arte do Rio de Janeiro.
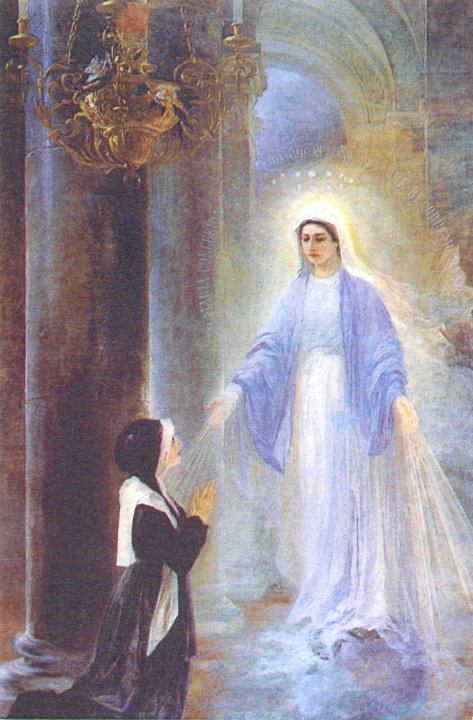
Óleo sobre tela. Coleção particular.
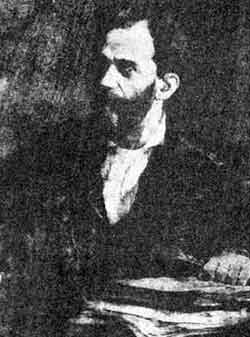
Reproduzido em LAUDELINO FREIRE, Um Século de Pintura - Apontamentos. Bairro do Catete.
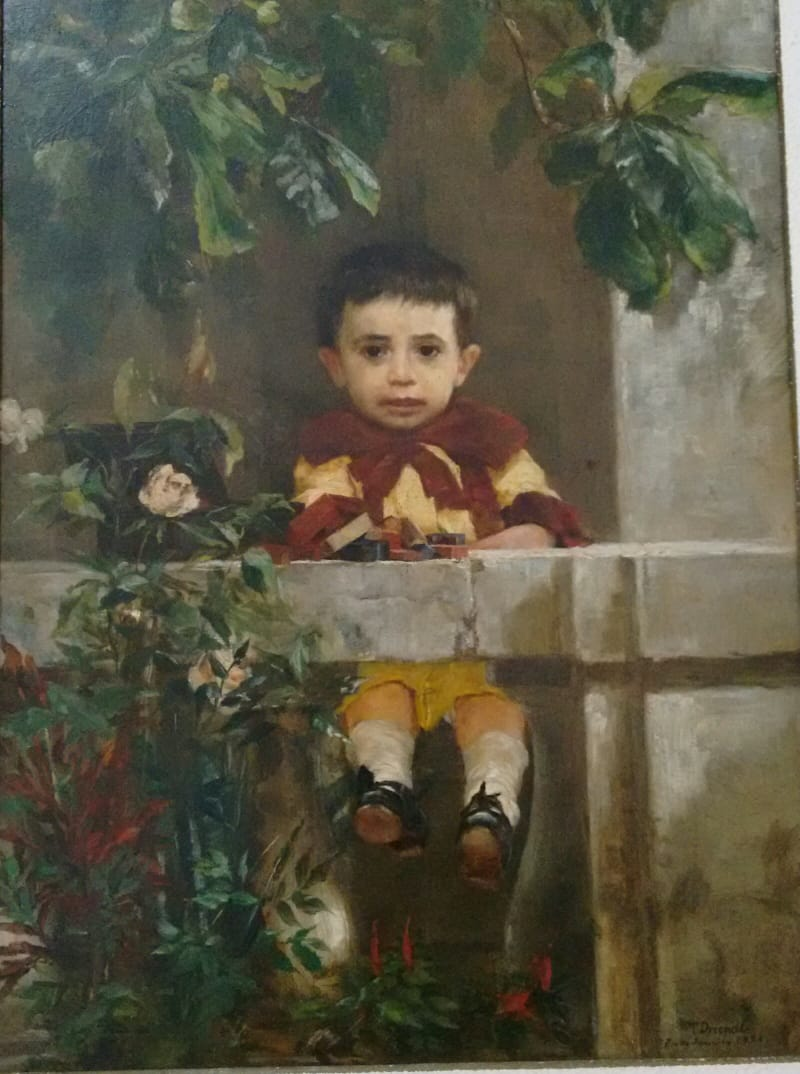
Figura de menino - 1886 - Óleo sobre madeira. Coleção particular.

## Exposições
- Exposição Geral de Belas Artes, de 23/08/1884 até 30/11/1884, Rio de Janeiro, Academia Imperial de Belas Artes (Aiba).
- Loja Laurent de Wilde: mostra inaugural, 01/1885, Rio de Janeiro, Loja Laurent de Wilde.
- Exposição Geral de Belas Artes, Rio de Janeiro, 1890.
- Exposição Geral de Belas Artes, Rio de Janeiro, 1902.
- Dezenovevinte: uma virada no século, Novembro de 1986, São Paulo, Pinacoteca do Estado de São Paulo.
- Pintores Alemães no Brasil durante o Século XIX, 1989, São Paulo, Museu da Casa Brasileira (MCB).
- Salão Paulista de Belas Artes, 25/06/1946, São Paulo, Galeria Prestes Maia.
- O Grupo Grimm: paisagismo brasileiro no século XIX, 1981, Rio de Janeiro, Acervo Galeria de Arte.
- Arte Brasileira: nas coleções públicas e privadas do Ceará, Fortaleza, de 13/05/2005 até 14/08/2005, Fundação Edson Queiroz.

## Críticas
“Thomas Driendl é um forte (...). Sólido, as espáduas largas, a cabeça enérgica e simpática, ele ama com toda a impetuosidade de um sangue puro e rubro as cores fortes, bem temperadas, as linhas ásperas e firmes, os assuntos másculos.” Luiz Gonzaga Duque Estrada, A Arte Brasileira 1888 
“O Sr. Thomas é um artista que poucas vezes faz falar de si, apesar de exercer a sua atividade em múltiplos ramos da arte. Como pintor, a sua produção entre nós não tem sido muito numerosa; mas pela qualidade dos trabalhos que tem exibido, afirmou-se desde logo um artista proeminente, que pode medir-se com os que entre nós gozam de melhor fama, sem nada lhes ficar devendo. A restauração do teto da igreja de São Francisco da Penitencia do Morro de Santo Antonio, trabalho dificílimo de reconstrução histórica e artística, em que o ilustre artista despendeu grande cabedal de paciência de conhecimentos técnicos, de trabalho apurado e minucioso, veio revelar, a par de sua grande competência artística, a sua capacidade para arcar com os trabalhos de grande monta. Em trabalhos de arquitetura e decoração tem ele igualmente provado com de uma vez a sua alta competência e saber, e agora mesmo acaba de dar uma elevada demonstração disso com o altar que faz para a igreja das irmãs da Imaculada Conceição de Maria, nas Laranjeiras. O desenho é muito original, de estilo romano-bizantino. A sua forma se assemelha a uma cruz, dividida em três membros. Foi todo feito pelo próprio Driendl (...). Em resumo, o novo altar da capela das irmãs de caridade nas Laranjeiras é uma bela obra artística, muito elegante e graciosa e nada pesada. Em meio ao isolamento em que se tem visto um artista na eminência do Sr. Driendl, sendo constantemente preterido e perseguido mesmo, é animador e consolador ver o seu grande engenho encontrar guarida e encorajamento em confrarias como a Ordem Terceira de São Francisco da Penitencia e as Irmãs Imaculada Conceição, superiores as pequenas paixões humanas e reconhecedoras do merecimento real.” Jornal do Comercio, Rio de Janeiro, 25 de março de 1898 
“Driendl jamais se interessou por acompanhar de perto os passos de Grimm e seus alunos, tendo sido sempre melhor sucedido do que seus colegas em termos de reconhecimento público na época, salvo no que concerne às atividades de Grimm como professor. Sua importância terá sido a de haver possuído a melhor habilitação quanto as técnicas de pintura, como características intrinsecamente semelhantes as que Grimm praticava, tendi porem sido elas alocadas a um propósito diferente, a pintura religiosa.” Carlos Roberto Maciel Levy, O Grupo Grimm: Paisagismo Brasileiro no Século XIX, 1980.